# Robert de Shirland
Robert de Shirland (parfois de Sterland) est un noble anglais mort en 1324 qui exerce notamment la charge de maire de Bordeaux et très brièvement celle de sénéchal de Gascogne pendant la domination anglaise du duché d'Aquitaine peu avant la guerre de Cent Ans.

## Biographie
Robert de Shirland est nommé maire de Bordeaux par le sénéchal de Gascogne Ralph Basset de Drayton le 6 juillet 1323, en remplacement de Ramon de Miossens, valet du roi Édouard II. Un sous-maire s'appelle alors Ramon Léon. 
Il est brièvement promu sénéchal de Gascogne du 15 mars au 1er avril 1324, entre le premier mandat de Ralph Basset de Drayton (destitué pour tenter d'apaiser Charles IV le Bel après son implication dans le déclenchement de la guerre de Saint-Sardos) et celui de Richard Grey de Codnor.
Robert assume la fonction de maire au moins jusqu'en juillet 1324, mais meurt avant le 1er septembre de la même année. Robert Swynburne lui succède en novembre.